# Čierna vyvieračka
Čierna vyvieračka (pol. Czarne Wywierzysko) – wywierzysko w Krasie Słowacko-Węgierskim w południowej Słowacji, odwadniające znaczny fragment zachodniej części Płaskowyżu Silickiego.

## Położenie
Znajduje się w miejscowości Gombasek (dziś w granicach administracyjnych wsi Slavec), u zachodnich podnóży Płaskowyżu Silickiego, na wysokości 238 m n.p.m., nad doliną Slanéj. Znane od dawna, ponieważ leży przy starej drodze wozowej (tzw. Gombasecký závoz), wyprowadzającej na płaskowyż. Wypływający z niego krótki Čierny potok uchodzi do przepływającej w pobliżu rzeki Slaná.

## Nazwa
Nazwa wywierzyska pochodzi od ciemnej, mętnej wody, która z niego wypływa po intensywnych deszczach. Wynika to z małej zdolności samooczyszczania się wody w systemie stosunkowo szerokich korytarzy i szczelin.

## Charakterystyka
Wywierzysko stanowi ujście podziemnych wód z tzw. silicko-gombaseckiego systemu hydrologicznego o powierzchni szacowanej na 11 km², zbierającego wody z całego szeregu ponorów i jaskiń krasowych Płaskowyżu Silickiego. Čierny potok, który przepływa przez położoną tuż wyżej Jaskinię Gombasecką i wytworzył jej podziemne korytarze i komory, zbiera wody z co najmniej trzech dopływów. Jeden stanowią najprawdopodobniej wody przesiąkające z wielkiego ponoru Červená skala, drugi – wody z jaskini Ponorná priepasť, a trzeci – wody przepływające przez znaną jaskinię lodową Silická ľadnica, a pochodzące zapewne aż z odległego leja krasowego, znanego jako Farárova jama (na południowo-wschodnim skraju wsi Silica) lub też z leżącego w pobliżu niego ponoru Papvereme.
Przypuszczenie o istnieniu tak rozległego systemu hydrologicznego wysunął już Ján Majko w 1931 r. po dotarciu do aktywnego cieku wodnego w głębi Silickej ľadnicy. Łączność tej ostatniej z Czarnym Wywierzyskiem potwierdziły próby barwienia wody, przeprowadzone w połowie l. 80 XX w. - woda pokonała ten odcinek (ok. 3 km i 177 m różnicy wzniesień) w 68 godzin. Z opublikowanych w 2000 r. wyników dalszych badań wynika, że woda zabarwiona w ponorze położonym na pn.-wsch. od wsi Silica wypłynęła w Czarnym Wywierzysku po 98,5 godz.
Wydajność Czarnego Wywierzyska zmienia się w zależności od pory roku i wielkości opadów atmosferycznych, z maksimum sięgającym podczas wielkich deszczów ok. 180 l/s (nawet 200 l/s) i minimum w lecie wynoszącym od 60 do 80 l/s. Wyciekająca woda nie jest zbyt twarda, zawiera przeciętnie 120 mg/l rozpuszczonych związków wapnia.

## Jaskinia Gombasecka
Poprzez przekopanie wywierzyska i obniżenie poziomu wody w jego korycie w listopadzie 1951 r. przez speleologów z Rożniawy została odkryta Jaskinia Gombasecka.